# Jürgen Sanmann
Peter-Jürgen Sanmann (* 5. August 1935; † 15. März 2016 in Hamburg) war ein deutscher Fußballspieler. Von 1957 bis 1962 absolvierte er als Offensivspieler des SC Concordia Hamburg in der Fußball-Oberliga Nord 106 Ligaspiele und erzielte dabei 16 Tore.

## Laufbahn
Als 19-jähriger Stürmer des hanseatischen Amateurligisten SC Concordia wurde der Flügelstürmer von Bundestrainer Sepp Herberger für das Debütspiel der neu aus der Taufe gehobenen Juniorennationalmannschaft (U 23) für das Länderspiel am 25. Juni 1955 in Frankfurt gegen Jugoslawien nominiert. Beim 3:3-Remis stürmte er am linken Flügel und erzielte ein Tor. Am 7. August stürmte er in der Verbandsauswahl von Norddeutschland, die in Hamburg vor 45.000 Zuschauern mit 4:3 Toren das Repräsentativspiel gegen Süddeutschland gewann. Das Talent aus der Amateurliga bildete zusammen mit Klaus Stürmer, Uwe Seeler, Willi Schröder und Erich Haase den Angriff der NFV-Auswahl. Kurz darauf wechselte Sanmann in die Schweiz und unterschrieb beim dortigen Nationalligisten FC Basel einen Vertrag. In den beiden folgenden Saisons kam er in 45 Ligaspielen zum Einsatz und erzielte 13 Tore. Der Angreifer aus Hamburg profilierte sich mit seinen Leistungen so auffallend, dass er mit der Stadtauswahl Basel im Messepokal 1955 bis 1958 zu drei Einsätzen kam. Darunter war auch das Spiel am 12. Juni 1957 in Basel gegen die Stadtauswahl Frankfurt, welches die Eidgenossen mit 6:2 Toren für sich entscheiden konnten. Der Ex-Spieler von „Cordi“ erzielte dabei in der 33. Spielminute die 2:1-Führung für Basel. In der Mannschaft von Spielführer Josef Hügi zeichnete sich Toni Allemann als dreifacher Torschütze aus.
Zur Saison 1957/58 zog es Sanmann wieder nach Hamburg zurück, er schloss sich den Schwarz-Roten vom Stadion Marienthal in der Oberliga Nord an. Er eröffnete die Runde am 11. August 1957 unter Trainer Hans Rohde mit einem 4:2-Heimerfolg gegen Eintracht Braunschweig. Herausragend war der 2:1-Sieg am 15. Dezember 1957 gegen den Hamburger SV, als nach Toren von Rolf Gronau und Gustav-Adolf Rathmann den Wandsbekern der überraschende Erfolg gegen den Nordserienmeister glückte. „Cordi“ kam auf den sechsten Rang und der Heimkehrer aus Basel hatte in 22 Ligaspielen drei Tore erzielt. Nach der Runde 1961/62 – der junge Mittelläufer Jürgen Weidlandt machte erstmals bei dem Traditionsverein aus dem Hamburger Westen auf sich aufmerksam – beendete Sanmann nach insgesamt 106 Oberligaeinsätzen für Concordia mit 16 Toren seine höherklassige Laufbahn. Sein letztes Oberligaspiel bestritt er am 21. April 1962 bei der 2:3-Heimniederlage gegen den VfR Neumünster. Er stürmte auf Linksaußen und erzielte ein Tor.
Nach dem Ende seiner Karriere war Sanmann als Verkaufsleiter tätig und lebte in Hamburg-Wandsbek.